# Jean-Christian Michel
Jean–Christian Michel, född 1938, är en fransk kompositör med en stil som är en blandning mellan jazz och klassisk musik, till exempel Johann Sebastian Bachs sakrala musik. Han är även konsertmusiker och spelar sina kompositioner och adaptationer på klarinett.
Jean-Christian Michel har erhållit priset ”Médecine et Culture” på Sorbonne 1986.

## Diskografi
- Requiem
- Aranjuez
- Musique Sacrée (med Kenny Clarke)
- Crucifixus
- JQM (med Kenny Clarke)
- Le Cœur des Étoiles (med Daniel Humair)
- Vision d’Ézéchiel (med Daniel Humair)
- Ouverture Spatiale (med Kenny Clarke)
- Ève des Origines (med Kenny Clarke)
- Port-Maria (med Kenny Clarke)
- Musique de Lumière (med Daniel Humair)
- Jean-Christian Michel en Concert
- Vif-Obscur
- Les Années-Lumière
- Les Cathédrales de Lumière
- Aranjuez - 2004
- Portail de l'Espace - 2005
- Bach Transcriptions - 2006
- Live Concert - 2007
- Requiem - nya arrangemang - 2008
- "Imaginaire" DVD (2010)